# Кроличий конкур

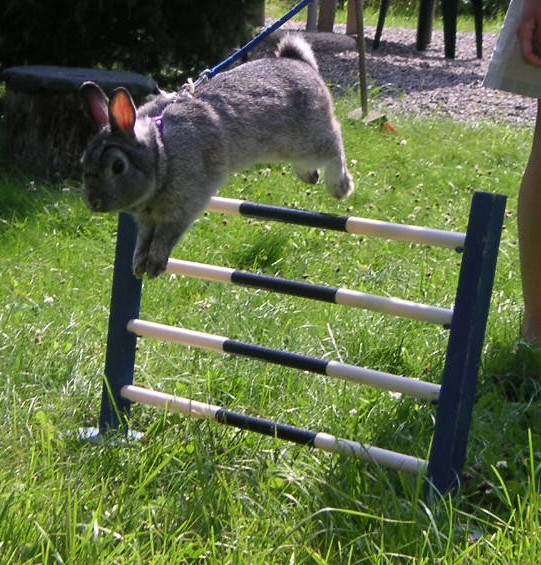

Кроличий конкур, также канинхоп (от швед. kaninhoppning) или кроличье аджилити ― относительно новый вид спорта, созданный в 1970-х годах по образцу лошадиного конкура.

## История

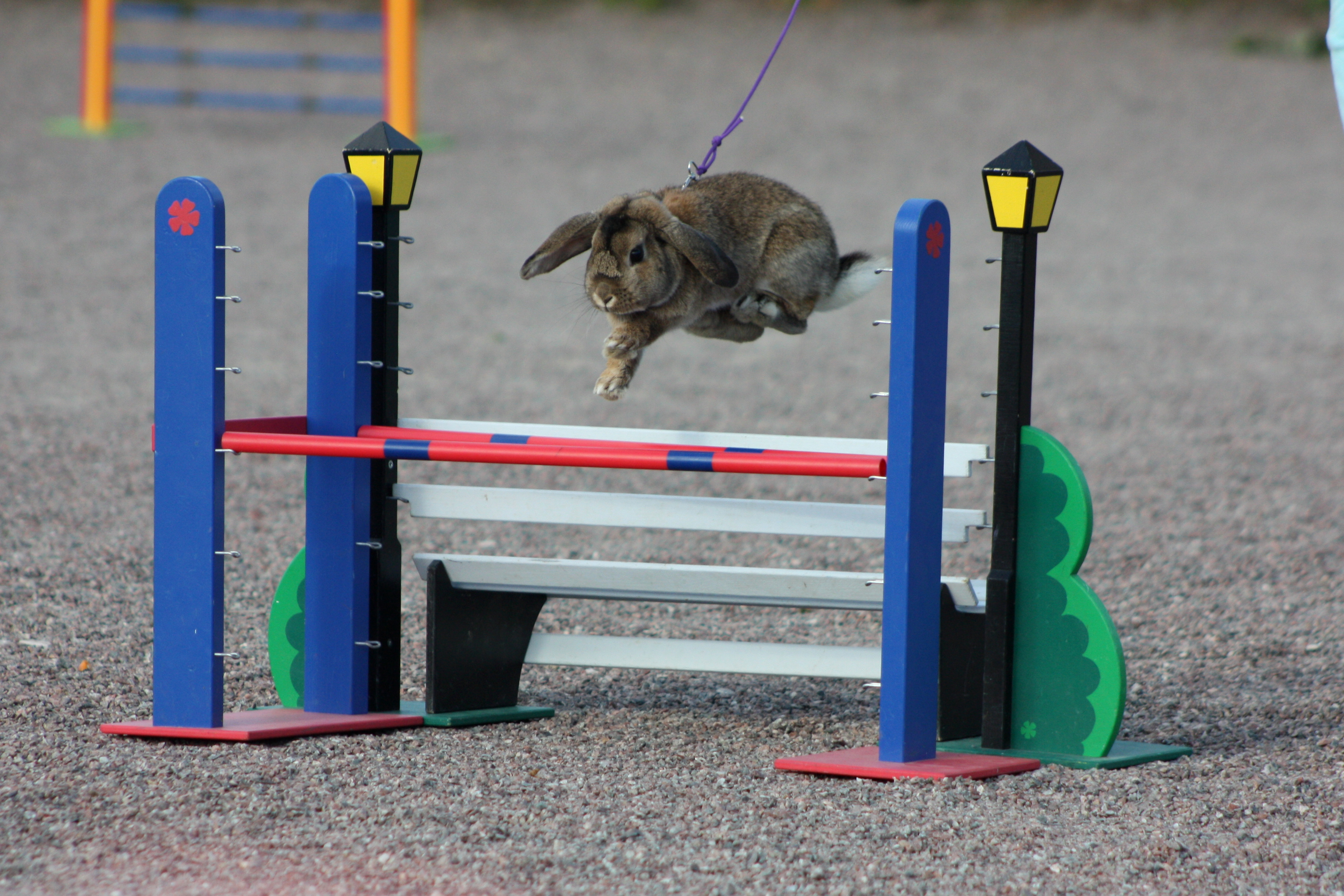
Кролик на простой трассе

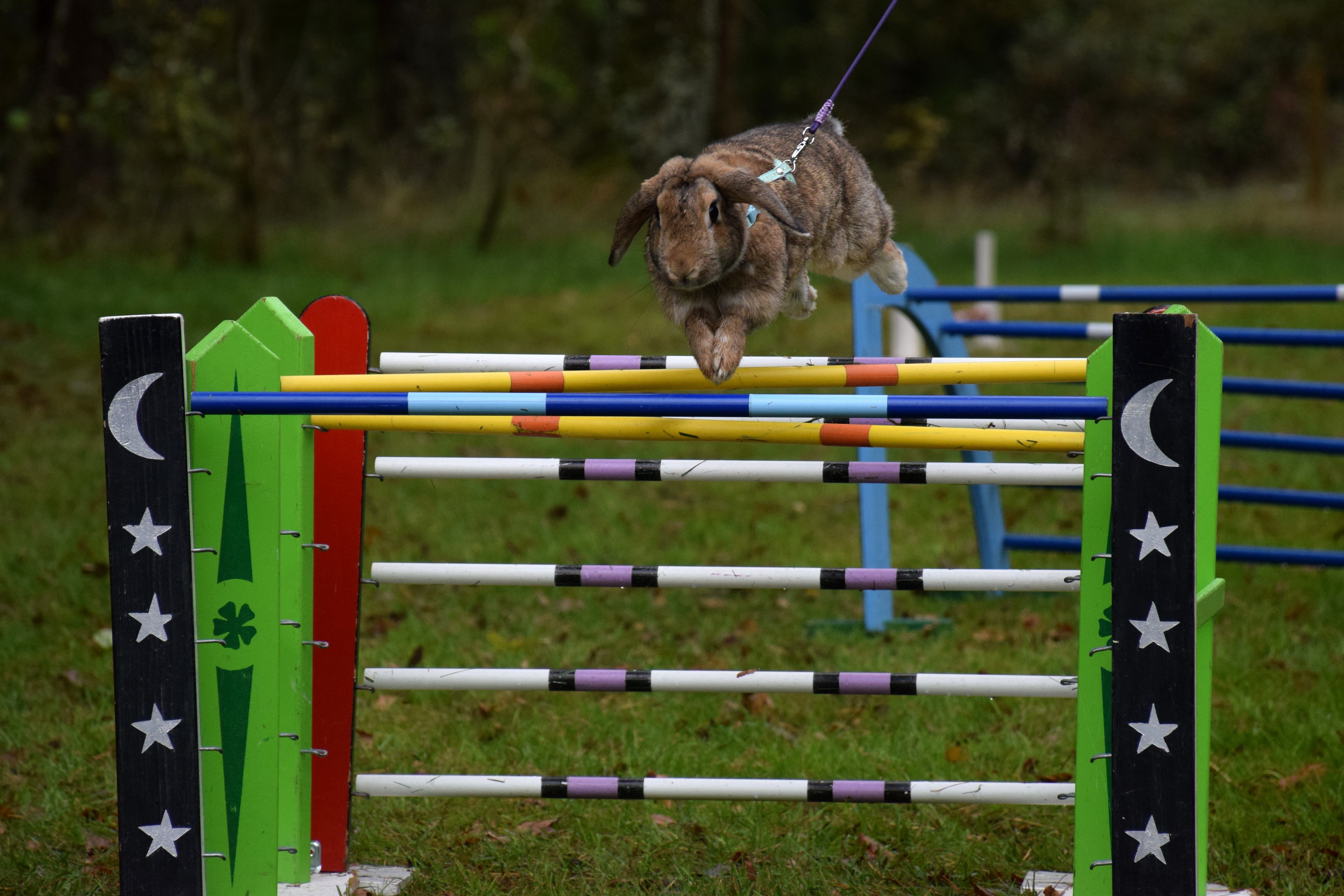
Кролик на сложной трассе

Канинхоп зародился в Швеции в начале 1970-х годов. Тогда было создано несколько клубов, занимающихся продвижением нового вида спорта. В начале 1990-х годов такие клубы стали создаваться и в Норвегии.
3 сентября 1994 года была образована Шведская федерация кроличьего конкура (SKHRF). С тех пор федерации канинхопа появились в Германии (2000), США (2001), Норвегии (2002), Финляндии (2004), Австралии (2013) и Новой Зеландии (2015). Правила кроличьего конкура были разработаны датским судьёй Аасе Бьёрнером.

## Рекорды
Мировой рекорд по прыжкам в высоту составляет 106 сантиметров. Он был установлен в июне 2019 года кроликом по кличке Добби. Тот же кролик в августе 2017 года установил мировой рекорд по прыжкам в длину ― 301 сантиметр.

## Трасса
В большинстве стран различают 5 категорий трасс по количеству препятствий и их высоте и длине:
- Мини-трасса: 6-8 препятствий, их параметры ― макс. 26 см в высоту, 30 см в длину
- Лёгкая: 8 препятствий, параметры ― макс. 30 см в высоту, 45 см в длину
- Средняя: 10 препятствий, параметры ― макс. 38 см в высоту, 65 см в длину
- Сложная: 10 препятствий, параметры ― макс. 45 см в высоту, 75 см в длину
- Элитная: 12 препятствий, параметры ― макс. 50 см в высоту, 80 см в длину